# Beroepsverbod
Een beroepsverbod wordt door een werkgever (dat kan een bedrijf zijn, maar vaker een overheid of semi-overheidsinstantie, een school, of stichting) opgelegd, indien deze vindt dat een werknemer vanwege geloof, politieke opvatting, geaardheid of gedrag niet binnen de organisatie kan werken, of wanneer iemands beroep gezien wordt als bedreigend voor de gevestigde orde. Het is dus het verbod aan iemand om zijn beroep uit te oefenen. Een beroepsverbod kan ook door een rechter worden opgelegd in het kader van een strafrechtelijke veroordeling. 

## Begripsafbakening
Een beroepsverbod betekent in enge zin derhalve het weren van een bepaald persoon of bepaalde groep personen uit een organisatie. Dit kan een bedrijf of een overheid zijn. Ook kan een groep bedrijven besluiten bepaalde personen om bepaalde redenen te weren, hoewel dit al snel illegaal kan zijn in verband met competitiewetgeving, mensenrechtenaspecten en privacywetgeving.
Een beroepsverbod komt er in brede zin op neer dat het aan iemand of een groep volledig wordt verboden om een beroep uit te oefenen, zowel als werknemer als zelfstandige. Een bedrijf dat zo iemand alsnog aanneemt is in overtreding, en deze persoon is dit eveneens wanneer hij of zij  alsnog als zelfstandige het beroep uit probeert te oefenen.
Verder kan een beroepsverbod de jure of de facto zijn. Een de jure beroepsverbod vloeit voort uit de wet of uitspraak van een daartoe bevoegd gezag. Een de facto beroepsverbod geldt wanneer iemand zodanig door werkgevers (of potentiële klanten) wordt geboycot, dat het hem onmogelijk wordt gemaakt het beroep uit te oefenen, in het extreemste geval zelfs als zelfstandige. Non-concurrentiebedingen kunnen bij het verlaten van een onderneming als feitelijk beroepsverbod voor een bepaald gebied functioneren. Ook in behoudend christelijke milieus kan er sprake zijn van een de facto beroepsverbod wanneer een leerkracht een andere dan de heteroseksuele geaardheid heeft of niet christelijk is.

## Toepassing
Het middel is frequent ingezet bij leden van extreemlinkse of extreemrechtse groeperingen uit angst dat organisaties of de staat zelve van binnenuit ondermijnd zouden worden. Hier werden ook mensen het slachtoffer van die alleen maar vooruitstrevend waren of kritiek hadden op een bepaalde gang van zaken zonder ook maar in het minst de intentie te hebben om de staat of het bedrijf te ondermijnen. Zo waren er rooms-katholieke bedrijven die op aandringen van de clerus alle leden van de sociaaldemocratische vakbond (het latere NVV), ontsloegen. Vooral ten tijde van de Koude Oorlog werd het middel van beroepsverbod ingezet, ook in Nederland; hetgeen niet alleen door de getroffen maar ook door vele anderen als onrechtvaardig werd gezien.
Een strafblad kan ook een reden zijn voor het opleggen van beroepsverbod. Financiële malversaties kunnen in sommige landen aanleiding zijn een persoon een verbod op te leggen om nog statutair directeur in een vennootschap te worden.
Vooral in Duitsland waren Berufsverbote een heet hangijzer gedurende verschillende periodes, zoals tijdens het nazi-regime, maar ook bijvoorbeeld tijdens de acties van de Rote Armee Fraktion (RAF) toen linksdenkende mensen geregeld uit hun beroep werden gezet. Tegenwoordig gelden er beroepsverboden voor leden van de Scientology Kerk.
Historische voorbeelden zijn het ontslag van Joden en politieke tegenstanders van het Nationaalsocialisme op grond van de wet Berufsbeamtengesetzes van 7 april 1933 alsmede de door de geallieerden na 1945 ingestelde beroepsverboden tegen politiek 'besmette' filmmakers.
Alfred Vierling, een fractiemedewerker van de Centrum Democraten, kreeg in 1996 per brief door de Wethouder Onderwijs van de gemeente Den Haag een beroepsverbod opgelegd vanwege diens "opvattingen inzake de multiculturele samenleving", waardoor "een aanstelling in enige onderwijsfunctie in dienst van de Gemeente Den Haag niet aan de orde kan zijn".

## (Semi-)gereguleerde beroepen
Gereguleerde beroepen, zoals registeraccountant, arts, advocaat, notaris en deurwaarder, zijn vergunningsplichtig en gereguleerd. Eventuele professionele misstappen kunnen worden voorgelegd aan de geschillencommissie van de beroepsvereniging, die eventueel een tijdelijke schorsing of permanente uitsluiting kan opleggen. Dit komt voor een gereguleerd beroep neer op een beroepsverbod, aangezien het hebben van een vergunning voorwaarde voor beroepsuitoefening is.
Hiernaast bestaan beroepen die weliswaar niet vergunningsplichtig en gereguleerd zijn, maar waar toch gezaghebbende beroepsorganisaties bestaan. Het belangrijkste voorbeeld is de belastingadviseur. Als er veel gezag van een dergelijke organisatie uitgaat, kan schorsing of verwijdering een dermate groot gezichtsverlies betekenen dat men in het beroep nergens meer aan de slag kan komen. Dit komt derhalve neer op een de facto beroepsverbod.
Verder is het ook mogelijk dat men door een strafrechtelijke veroordeling van een beroep wordt uitgesloten, wanneer voor dit beroep een verklaring omtrent het gedrag vereist is. 

## Protest
Tegen beroepsverboden is ook regelmatig geprotesteerd, met als argument dat ze de vrijheid van meningsuiting, privacy, geaardheid of geloof zouden aantasten, met andere woorden dat ze in strijd met grondwettelijke bepalingen zouden zijn.
Een ander voorbeeld van discussie en protest tegen beroepsverboden is de discussie over het dragen van een boerka door bijvoorbeeld onderwijzers op scholen.

## Studieverbod
Een variant op het beroepsverbod is het studieverbod:
- Een pedofiel is door de Universiteit Nijmegen verwijderd van de studie orthopedagogiek vanwege zijn pedofiele geaardheid.[3]
- De Hogeschool Leiden verwijderde Samir Azzouz van de opleiding laborant vanwege zijn betrokkenheid bij de Hofstadgroep.[4]
- De Universiteit Twente weigert drie Iraanse studenten omdat zij mogelijk met nucleaire kennis te maken kunnen krijgen tijdens hun aangevraagde studie.[5]
- Ook de Technische Universiteit Eindhoven weigerde in 2008 alle Iraanse studenten de toegang tot de studie in verband met het bemachtigen van atoomgeheimen, dit ondanks het feit dat die op de Eindhovense universiteit niet aanwezig zijn.
- In het kader van de Iraanse Culturele Revolutie werden en worden op Iraanse universiteiten zowel studenten hun studie als docenten hun beroep ontzegd. Het betreft hier voornamelijk personen die geen moslims zijn of zich kritisch hebben uitgelaten over de Islamitische Republiek Iran. Ook zijn in Iran bepaalde studies niet toegankelijk voor niet-moslims.
- Dries Van Langenhove, de voorzitter van de rechts-radicale beweging Schild & Vrienden, werd in 2018 geschorst als student aan de Universiteit van Gent naar aanleiding van een reportage van het duidingsprogramma Pano op de VRT-televisie.[6]

## Beroepsverbod in het Belgisch strafrecht
Beroepsverbod, in het Belgisch strafrecht, is een bijkomende straf waarbij aan degene die veroordeeld werd wegens het plegen van een bepaald misdrijf, het verbod wordt opgelegd om bepaalde beroepen of functies uit te oefenen. De beroepsverboden worden geregeld door het Koninklijk Besluit nr. 22 van 24 oktober 1934 betreffende het rechterlijk verbod aan bepaalde veroordeelden en gefailleerden om bepaalde ambten, beroepen of werkzaamheden uit te oefenen.
Deze beroepen zijn:
- de functie van bestuurder;
- vennootschapscommissaris;
- zaakvoerder in een vennootschap op aandelen, een besloten vennootschap met beperkte aansprakelijkheid of een coöperatieve vennootschap;
- enige functie waarbij macht wordt verleend om een van die vennootschappen te verbinden;
- de functie van persoon belast met het bestuur van een vestiging in België;
- de effectenmakelaardij;
- de correspondent-effectenmakelaar.

De betreffende misdrijven zijn:
- valse munt;
- namaking of vervalsing van openbare effecten, aandelen, obligaties, rentebewijzen en bankbiljetten uitgegeven door de Schatkist, of bankbiljetten waarvan de uitgifte toegestaan is door of krachtens een wet;
- namaking of vervalsing van zegels, stempels, keurstempels en -merken;
- valsheid en gebruik van valsheid in geschriften;
- omkoping van openbare ambtenaren of knevelarij;
- diefstal, afpersing, verduistering of misbruik van vertrouwen, oplichting, heling of andere verrichtingen met betrekking tot zaken die uit een misdrijf voortkomen;
- insolventiemisdrijven,[8] het fictief in omloop brengen van handelseffecten of overtreding van de bepalingen betreffende fondsbezorging van cheques of andere titels tot een contante betaling of betaling op zicht op beschikbare gelden;
- het gebruiken van voorkennis voor bepaalde doeleinden;[9]
- misdrijven van bendevorming of criminele organisatie.[10]